# 가키오촌
가키오촌(일본어: 柿生村)은 1889년 4월 1일부터 1939년 4월 1일까지 존재했던 일본 가나가와현 쓰즈키군의 촌이다.

## 지리
현재의 가와사키시 아사오구의 대부분에 해당한다.

## 역사
- 1889년 4월 1일 - 정촌제 시행에 의해 쓰즈키군 가키오촌이 성립하였다.
- 1939년 4월 1일 - 가키오촌 조합이 가와사키시에 편입해, 동일 가키오촌은 폐지되었다.
- 1972년 4월 1일 - 가와사키시가 정령지정도시로 승격해, 다마구가 되었다.
- 1982년 7월 1일 - 가와사키시 다마구에서 분구해, 아사오구가 되었다.

## 교통

### 철도
- 오다와라 급행철도 (현 오다큐 전철)
  - 오다와라선

### 도로
- 쓰쿠이미치
- 쓰루카와 가도

## 이미지송
- 「かきくけかきお」 - 노래: bless4 bless4

## 참고 문헌
- 角川日本地名大辞典編纂委員会,『角川日本地名大辞典 神奈川県』1984, 角川書店